# Magshimey Herut
Magshimey Herut (en hebreo: מגשימי חרות) es un movimiento juvenil sionista fundado en 1999 por un grupo de activistas judíos que sintieron la necesidad de crear un movimiento juvenil con los ideales de la Aliyá, la justicia social y la integridad territorial de Israel. La sede central del movimiento se encuentra en Eretz Israel y simboliza la centralidad del Estado de Israel en la vida judía.
Magshimey Herut fue creado para mantener una nación judía fuerte e independiente en la Tierra de Israel, formada por judíos de todo el Mundo que se encuentran en su tierra natal. Con este objetivo en mente, el movimiento trabaja junto con la Organización Sionista Mundial (WZO), la Agencia Judía para la Tierra de Israel y el Fondo Nacional Judío, Keren Kayemet LeIsrael (KKL) en diversos proyectos que promueven sus objetivos.

## Historia
Cuando un gobierno del Likud dirigido por el primer ministro Benjamín Netanyahu entregó partes de Hebrón a Yasser Arafat en 1998, los miembros de Betar (el movimiento juvenil asociado con el Likud) vieron la concesión del primer ministro del Likud como una traición a sus principios fundacionales más sagrados. Como reacción a la decisión del primer ministro, la directora de actividades en el extranjero en ese momento, Karma Feinstein-Cohen, junto con un grupo de activistas veteranos de varios capítulos de todo el Mundo, abandonaron Betar, para establecer un nuevo Movimiento Juvenil Sionista.
En 1999, los antiguos miembros y activistas del Likud establecieron e inscribieron al partido político El Movimiento Nacional Herut en el registro de partidos políticos. Sus miembros fundadores fueron los judíos: Benny Begin, Michael Kleiner, y David Reem. Estos activistas se opusieron al plan de retirada del gobierno del Likud en algunas zonas del Área de Judea y Samaria.
Herut estuvo presente en tres elecciones nacionales israelíes. Al inicio, el movimiento se unió a la Organización Sionista Mundial (WZO), estableció sucursales en otros países alrededor del Mundo, y estableció un movimiento juvenil sionista, llamado Magshimey Herut, un movimiento para la educación y el activismo sionista.
Herut tiene sucursales activas en 11 países en la actualidad. Desde 2004, se ha elevado el umbral electoral para estar representado en la Knéset. Herut ha optado por no participar en las elecciones israelíes. Herut concentra sus esfuerzos en ganar nuevos adeptos y en promover la Aliyá y la absorción de los nuevos olim en el seno de la sociedad israelí.
Algunos miembros individuales, entre ellos, Benny Begin y Michael Kleiner, se han reincorporado de nuevo al Likud. Herut sigue inscrito en el registro de partidos políticos. El partido Herut permanece intacto y se reserva el derecho de competir en elecciones futuras, en caso de que surjan las circunstancias adecuadas.
Magshimey Herut inicia, promueve y apoya las actividades de los estudiantes, los nuevos olim (judíos que regresan a Israel) y los grupos de acción social que son consistentes con los objetivos del movimiento. Herut trabaja junto con la Organización Sionista Mundial (WZO), la Agencia Judía para la Tierra de Israel, y el Fondo Nacional Judío Keren Kayemet LeIsrael (KKL) en los diversos proyectos que promueven sus objetivos en común.

## Ideología
En su declaración fundacional, el movimiento declara: Magshimey Herut es un movimiento juvenil sionista dedicado a la justicia social, la unidad del pueblo judío, y la integridad territorial de la Tierra de Israel. Magshimey Herut educa a la juventud judía de todo el Mundo sobre el orgullo del pueblo judío, el activismo, el sionismo revisionista y el amor por la Tierra de Israel. El movimiento alienta a sus miembros a tener un papel activo en la autodeterminación y el futuro del pueblo judío, y en hacer valer los derechos nacionales del pueblo de Israel (Am Yisroel). El movimiento está comprometido con la creación, en Israel, de las condiciones sociales, económicas y políticas que lleven a la integración exitosa de todos los habitantes del estado judío. Magshimey Herut es políticamente democrático, socialmente liberal, económicamente es favorable al libre mercado, y está a favor del bienestar social. Además, como movimiento sionista, Herut enfatiza el derecho del pueblo judío a construir asentamientos en Eretz Israel, y a vivir de manera libre y segura en su patria ancestral.